# Sphagnum gracilescens
Sphagnum gracilescens là một loài rêu trong họ Sphagnaceae. Loài này được Hampe ex Müll. Hal. mô tả khoa học đầu tiên năm 1862.